# Хайделберг (Австралия)
Городская территория Хайделберг (англ. Heidelberg) — район местного самоуправления в штате Виктория, Австралия, расположенный в пригороде Мельбурна.
Находится в 12 км к северо-востоку от центрального делового района Мельбурна. Район местного самоуправления — Баньюл. В 2016 году население Хайделберга составляло 6225 человек.
Когда-то большой город на окраине Мельбурна, Хайделберг был поглощен Мельбурном в результате расширения последнего на север после Второй мировой войны. 
Хайделберг дал название Гейдельбергской школе, импрессионистскому движению искусства, которое развивалось в Австралии в конце XIX века.